# Буддийская экономика
Будди́йская эконо́мика представляет собой набор экономических принципов, частично вдохновленных буддийскими верованиями. Буддийская экономика призывает людей выполнять свою работу для обеспечения развития человеческого потенциала. 
Термин был введён в 1955 году английским экономистом Эрнстом Фридрихом Шумахером, когда он находился в Бирме в качестве консультанта премьер-министра У Ну, и стал использоваться последователями Шумахера и тхеравады. В 1966 году Шумахер впервые публикует свою работу «Буддийская экономика» в книге «Asia: A Handbook», которая позже была переиздана в сборнике 1973 года «Малое прекрасно: экономика, в которой люди имеют значение».
Буддийская экономика следует буддийскому принципу минимизации страданий. По мнению венгерского исследователя Ласло Жолнаи, «Буддийская экономика сосредоточена на освобождении души. Она бросает вызов основным принципам западной экономики, (I) максимизации прибыли, (II) культивирования желания, (III), развития рынков, (IV) инструментального использования мира и (V) эгоистических интересов. Буддийская экономика предлагает альтернативные принципы, такие как (I) сведение к минимуму страданий, (II) упрощение желаний, (III) отказ от насилия, (IV) подлинная помощь и (V) щедрость». Для буддийского экономиста потребление не цель, а средство, а показателем уровня жизни является максимальное благополучие при минимальном потреблении, в то время как западная наука ориентирована на максимальное потребление с помощью оптимального производства.
В 2007 году Buddhist Economics Research Platform провела свою первую конференцию, на которой учёные из разных стран мира представляли свои исследования по данной тематике.